# Estação Musagenitsa

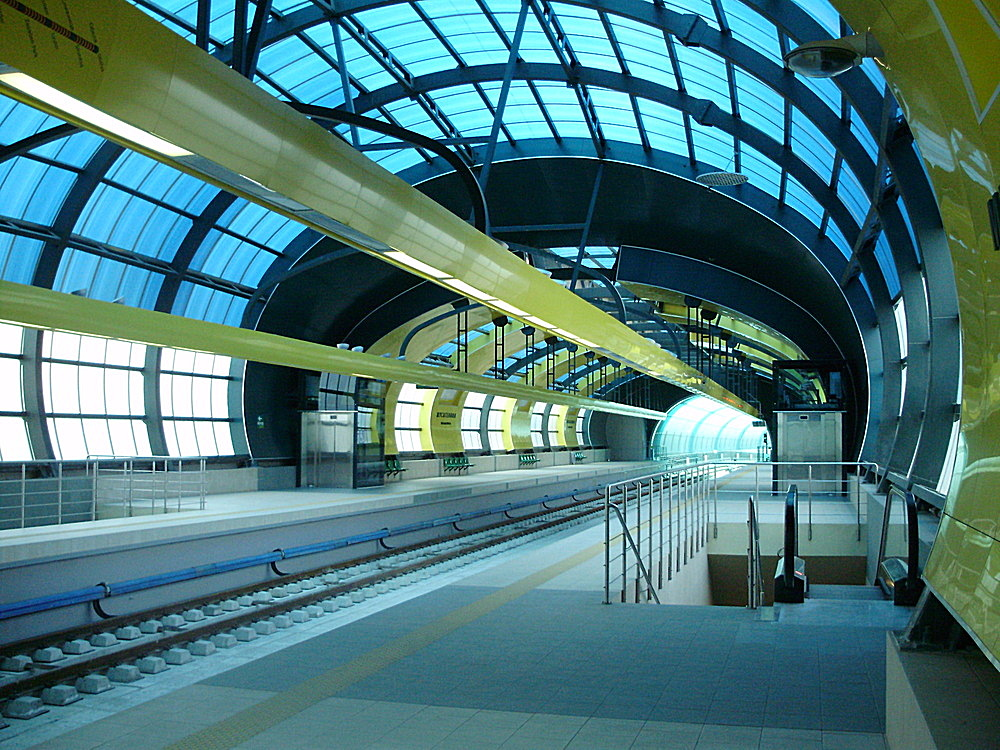
Parte interna da Estação Metroviária Musagenitsa.

A Estação Metroviária Musagenitsa é uma estação da linha principal do Metropolitano de Sófia, na Bulgária. A estação, que entrou em operação em 8 de maio de 2009, é precedida pela Estação G.M. Dimitrov e sucedida pela Estação Mladost 1, no sentido Obelya-Mladost 1.